# Laissé sur base
Ne doit pas être confondu avec En position de marquer.
Le terme laissé sur base (en anglais left on base) désigne au baseball une situation où une manche se termine à la suite d'un troisième retrait alors que l'équipe en attaque a des coureurs sur base.

## Définition
On emploie ce terme lorsqu'un ou plusieurs coureurs sont sur base alors que la défense enregistre le troisième et dernier retrait de la manche.
Ce terme est utilisé pour analyser la performance des équipes en attaque, autrement dit leur capacité à concrétiser les occasions avec des coureurs sur base, le plus souvent en position de marquer.
Une équipe peut perdre un match tout en ayant laissé beaucoup de coureurs sur base. On dira alors qu'elle a un problème de réalisme. À l'inverse, certaines équipes dites solides mentalement sont très performantes dans des situations avec coureurs sur base et concrétisent la plupart de leurs occasions de marquer.